# Centromyrmex
Centromyrmex é um gênero de insetos, pertencente a família Formicidae.

## Espécies
- Centromyrmex alfaroi Emery, 1890
- Centromyrmex angolensis Santschi, 1937
- Centromyrmex bequaerti (Forel, 1913)
- Centromyrmex brachycola (Roger, 1861)
- Centromyrmex decessor Bolton & Fisher, 2008
- Centromyrmex ereptor Bolton & Fisher, 2008
- Centromyrmex feae (Emery, 1889)
- Centromyrmex fugator Bolton & Fisher, 2008
- Centromyrmex gigas Forel, 1911
- Centromyrmex hamulatus (Karavaiev, 1925)
- Centromyrmex longiventris Santschi, 1919
- Centromyrmex praedator Bolton & Fisher, 2008
- Centromyrmex raptor Bolton & Fisher, 2008
- Centromyrmex secutor Bolton & Fisher, 2008
- Centromyrmex sellaris Mayr, 1896